# Sant Quirze Safaja
Sant Quirze Safaja est une commune catalane d'Espagne, située dans la province de Barcelone.

## Histoire
La commune fait partie de la comarque du Vallès Oriental jusqu'en 2015, date à laquelle elle rejoint la nouvelle comarque du Moianès.